# Донбай, Базарбек Орынбайулы
Базарбек Орынбайулы Донбай (11 июня 1979, Южно-Казахстанская область) — казахстанский дзюдоист суперлёгкой весовой категории, выступал за сборную Казахстана на всём протяжении 2000-х годов. Участник двух летних Олимпийских игр, обладатель серебряной медали Азиатских игр, чемпион Азии, бронзовый призёр Восточноазиатских игр в Осаке, победитель многих турниров национального и международного значения.

## Биография
Базарбек Донбай родился 11 июня 1979 года в Южно-Казахстанской области Казахской ССР. Впервые заявил о себе в сезоне 1998 года, в возрасте девятнадцати лет выступил на юниорском чемпионате мира в Кали, дойдя до стадии 1/16 финала, где проиграл австрийскому дзюдоисту Роланду Штегмюллеру.
Благодаря череде удачных выступлений удостоился права защищать честь страны на летних Олимпийских играх 2000 года в Сиднее — в первых двух поединках взял верх над своими соперниками, однако в четвертьфинале потерпел поражение от чемпиона Азии корейца Чон Бугёна, который в итоге стал серебряным призёром этой Олимпиады. В утешительных поединках за третье место одолел Нестора Хергиани из Грузии и Эльчина Исмаилова из Азербайджана, но затем проиграл кубинцу Маноло Пулоту и таким образом вернулся с Игр без медали.
Первого серьёзного успеха на взрослом международном уровне Донбай добился в 2001 году, когда попал в основной состав казахской национальной сборной и побывал на Восточноазиатских играх в Осаке, откуда привёз награду бронзового достоинства, выигранную в суперлёгкой весовой категории. При этом на чемпионате мира в Мюнхене попасть в число призёров не смог, в 1/16 финала проиграл израильтянину Омеру Ицхаки. Год спустя выступил на Азиатских играх в Пусане, где стал серебряным призёром — в решающем поединке суперлёгкого веса потерпел поражение от иранца Масуна Ахондзаде. Ещё через год отправился представлять страну на чемпионате мира в Осаке, но в число призёров здесь не попал.
В 2004 году завоевал золотую медаль на домашнем азиатском первенстве в Алма-Ате, прошёл всех соперников по турнирной сетке, в том числе корейца Чо Нам Сока в финале. Будучи одним из лидеров дзюдоистской команды Казахстана, благополучно прошёл квалификацию на Олимпийские игры 2004 года в Афинах — в стартовом поединке взял верх над своим оппонентом, тем не менее, уже в следующей встрече проиграл грузину Нестору Хергиани. В утешительных встречах за третье место так же не имел успеха, потерпел поражение от представителя Испании Кэндзи Уэмацу.
После афинской Олимпиады Базарбек Донбай остался в основном составе казахской национальной сборной и продолжил принимать участие в крупнейших международных турнирах. Так, в 2005 году он стал чемпионом Казахстана в суперлёгкой весовой категории и получил бронзу на финале европейского клубного кубка в Таллинне. Последний раз показал сколько-нибудь значимый результат на международной арене в сезоне 2007 года, когда выиграл бронзовую медаль на чемпионате Азии в Эль-Кувейте, потерпев единственное поражение от узбека Ришода Собирова. Вскоре по окончании этих соревнований принял решение завершить профессиональную карьеру.